# بنیامین مارکاریان
بنیامین یغیشه‌ای مارکاریان (ارمنی: Բենիամին Եղիշեի Մարգարյան؛ زاده ۲۹ نوامبر ۱۹۱۳ - درگذشته ۲۹ سپتامبر ۱۹۸۵) یک اخترفیزیک‌دان اهل ارمنستان بود.
وی برادر مارو مارکاریان شاعر و مترجم برجسته ارمنی بود. وی عضو فرهنگستان ملی علوم ارمنستان بود.